# Izospin
Izospin (tudi izotopni spin ali izobarni spin) je kvantno število povezano z močno interakcijo. 
Izospin je uvedel nemški fizik Werner Karl Heisenberg (1901 – 1976) v letu 1932, da bi pojasnil vrsto simetrije, ki je bila povezana z novo odkritim nevtronom. Proton in nevtron imata zelo podobne lastnosti (razen naboja). Heisenberg je uvedel izospin, da bi pokazal, da sta proton in nevtron dva podobna delca, ki ju imenujemo nukleona (njuni masi se izredno malo razlikujeta).  Z izospinom je Heisenberg lahko ločil med protonom in nevtronom. Z uporabo izospina lahko obravnavamo proton in nevtron kot dve stanji samo enega delca. Obe stanji imata enako maso, vendar se zaradi elektromagnetne interakcije njuni masi izredno malo razlikujeta (pri tem zanemarimo majhno razliko v masah [kvark u|kvarka u]] in kvarka d). Običajno delce s spinom ½ ne obravnavamo kot dva različna delca, temveč kot dve stanji enega delca. Nukleon z izospinom I = ½ ima dve možni orientaciji (2I +1 = 2). Tretja komponenta izospina, ki jo označujemo z I3 pa loči proton od nevtrona (proton ima I3 = ½, nevtron pa I3 = -½). Pojem izospina lahko posplošimo tako, da je možna njegova uporaba pri vseh hadronih.

Izospin se ohranja pri močnih interakcijah, ne ohranja pa se pri elektromagnetnih in šibkih interakcijah. 
Ko so izdelali model zgradbe snovi s pomočjo kvarkov, so ugotovili, da je izospin povezan s številom kvarkov u in kvarkov d v delcih. Povezavo lahko izrazimo z
{\displaystyle I_{\mathrm {3} }={\frac {1}{2}}\left[\left(n_{\mathrm {u} }-n_{\mathrm {\bar {u}} })-(n_{\mathrm {d} }-n_{\mathrm {\bar {d}} }\right)\right]}
kjer je 
- {\displaystyle n_{\mathrm {u} }\,} število kvarkov u
- {\displaystyle n_{\mathrm {d} }\,} število kvarkov d
- {\displaystyle n_{\mathrm {\bar {u}} }\,} število antikvarkov u
- {\displaystyle n_{\mathrm {\bar {d}} }\,} število antikvarkov d

Iz tega se dobi I3 za proton (uud) in nevtron (udd).

## Izospin kvarkov
Kvark u in kvark d imata izospin enak I = ½ in tretjo komponento (I3) enako ½ (kvark u) in -1/2 (kvark d). To lahko napišemo kot
{\displaystyle I_{3}={\frac {1}{2}}(n_{u}-n_{d}).\ }